# Callistopteris
Callistopteris es un género de helechos perteneciente a la familia Hymenophyllaceae.

## Taxonomía
Fue descrito por Edwin Bingham Copeland y publicado en Philippine Journal of Science  67(1): 65 en el año 1938.  La especie tipo es: Callistopteris apiifolia  	(C.Presl) Copel.

## Especies
- Callistopteris apiifolia  	(C.Presl) Copel.
- Callistopteris baldwinii Copel.
- Callistopteris calyculata 	Copel.
- Callistopteris muluensis K.Iwats.
- Callistopteris polyantha Copel.
- Callistopteris superba Ebihara & K.Iwats.